# Гра в шахи (картина ван Лейдена)
Гра в шахи, інші вживані назви: «Шахісти», «Гравці у шахи» (нід. De schaakspelers) — один із перших творів нідерландського жанрового живопису, атрибутується художнику Лукасу ван Лейдену (нід. Lucas van Leyden, 1494—1533). На картині представлена єдина позиція в кур'єрських шахах, що дійшла до нашого часу.

## Походження і доля картини
Картина атрибутується нідерландському художнику Лукасу ван Лейдену, якому у рік її створення (1508) було тільки чотирнадцять років. Він був піонером нідерландського жанрового живопису, іншими його відомими жанровими роботами, близькими до «Гри в шахи» за сюжетом, були «Гравці в карти» (різними картинами художника на цю тему володіють: Париж, Лувр, цю картину відносять також до 1508 року; Національна галерея мистецтв, Вашингтон; Wilton House, Salisbury; Музей Тіссен-Борнеміса, Мадрид).
«Гра в шахи» Ван Лейдена була придбана у 1874 році Берлінською картинною галереєю  з колекції Barthold Suermondt. Перед Другою світовою війною картина була частиною колекції музею кайзера Фрідріха в Берліні. У 1943 році через бомбардування союзників колекція була переміщена до бомбосховища на Донхоффштрассе, а потім — до бункера поблизу Александерплац. У березні 1945 року почалася евакуація колекції. Картини були заховані у соляній шахті під Ерфуртом на глибині 1609,58 метра. У листопаді 1945 року картина опинилася в США, зберігалася в Національній художній галереї Вашингтона. На початку 1948 року картина повернулася на батьківщину, де першочергово була виставлена у залі «Хаус дер Кунц» у Мюнхені.

## Сюжет картини
За шахівницею зійшлися дівчина і чоловік середніх років. Він програє партію і чеше собі потилицю у скруті. Навколо скупчилися роззяви, жваво розмовляючи між собою. Літній персонаж один пильно стежить за ходом партії і продовжує дивитися на дошку. Ґрунтуючись на співвідношенні віку героїв картини і їх соціальне становище, припускається, що вона зображує партію між нареченим і нареченою у присутності її батька і родичів майбутнього подружжя.
Персонажі типові для ранніх робіт художника, де він зображував представників бюргерства, проте їх костюми містять елементи придворної моди. Фігури зображені в незручних позах, у них короткі пухкі руки, обличчя другорядних персонажів лише частково видно.

## Позиція на дошці
Правила в кур'єрських шахах, зображених на картині, відрізнялися від сучасних. Дошка була розміром дванадцять на вісім клітин. Літерної і цифрової розмітки дошки у цьому різновиді шахів у XVI столітті не існувало; записаних шаховою нотацією партій кур'єрських шахів цього часу до нас не дійшли (на реконструкціях позиції на картині ван Лейдена прийнято всупереч сучасним правилам розміщувати чорні фігури у нижній частині діаграми).
Король (чорний на g4, білий на є3) за правилами кур'єрських шахів не міг використовувати рокірування. У всьому іншому на нього поширюються сучасні правила. Тура (g3) і кінь (i6) пересувалися за сучасними правилами. Пішак не мав права першого ходу на дві клітини (крім ходу на самому початку партії), при досягненні кінця дошки могла перетворитися лише на «королеву». «Кур'єр» (білий на g6, чорний на e1) — сучасний слон: ходив на будь-яке число клітин по діагоналі. Він вважався найсильнішою фігурою. «Єпископ» (чорний на e7) ходить тільки на дві клітини по діагоналі, але може перестрибнути фігуру на своєму шляху. «Королева» (біла — b2, чорна — d5) — тільки на одну клітку по діагоналі. «Мудрець» (чорний на k3, частково його закриває рука дівчини) ходить як король, але може бути з'їдений, як будь-яка інша фігура.

На картині представлена позиція, в якій за правилами кур'єрських шахів XVI століття боротьба ще повинна тривати: королева ходить тільки на одну клітку по діагоналі, тому партія не закінчується матом (останній хід чорних — Лg3+), як це було б у сучасних шахах, проте перевага чорних беззаперечна (у позиційному і матеріальному плані). 

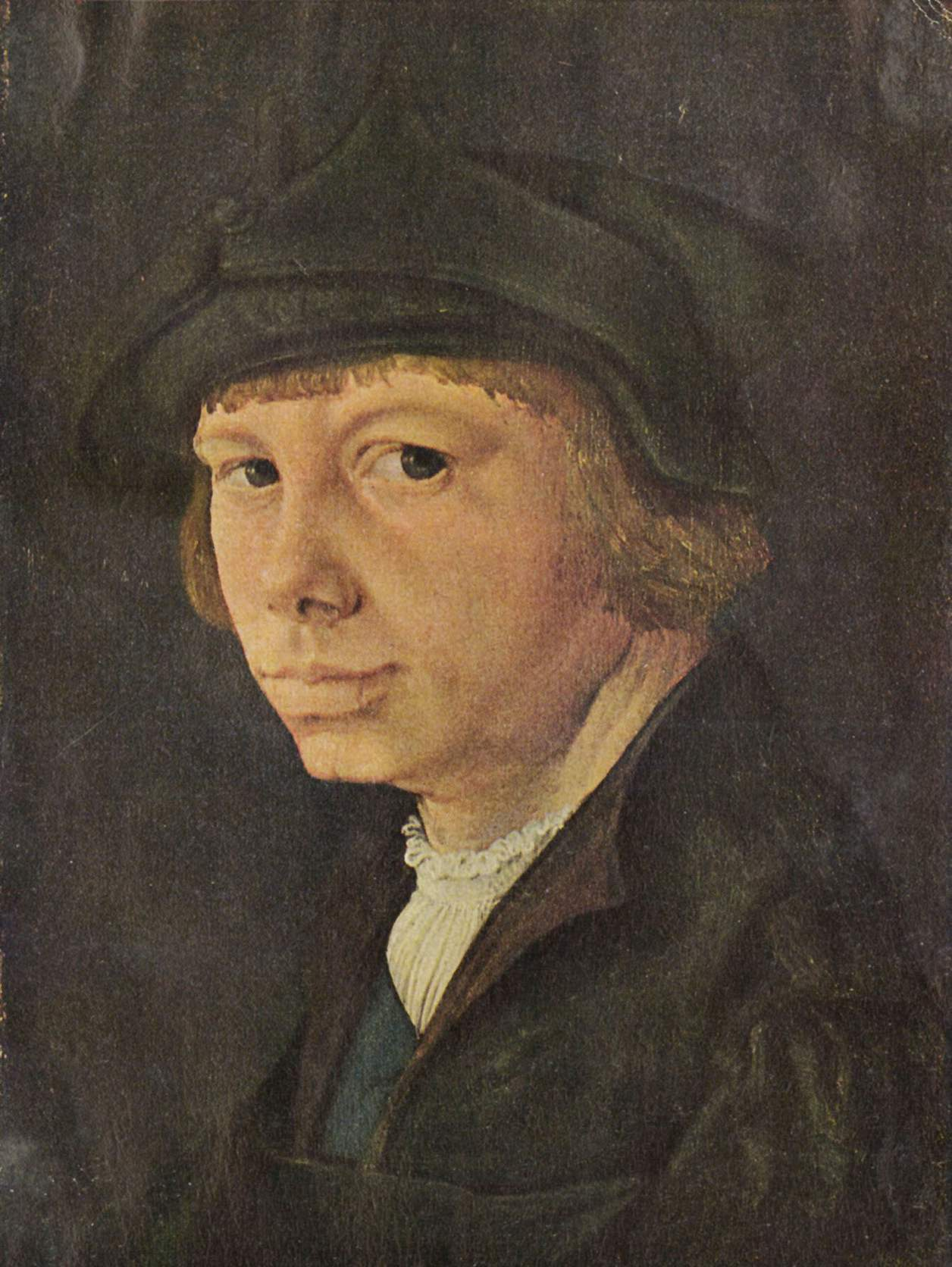
Лукас ван Лейден. Автопортрет
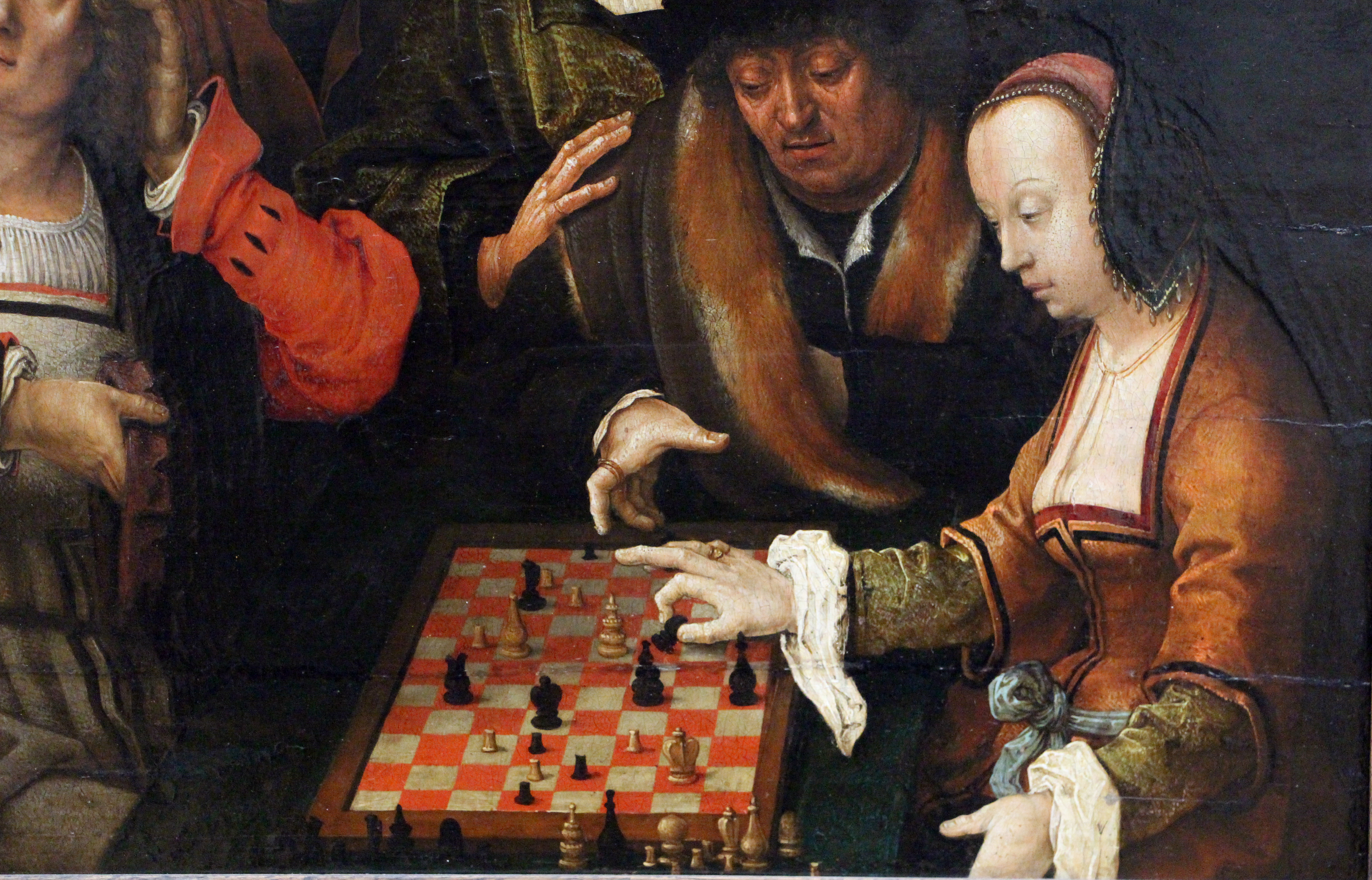
Лукас ван Лейден. Гра в шахи. фрагмент
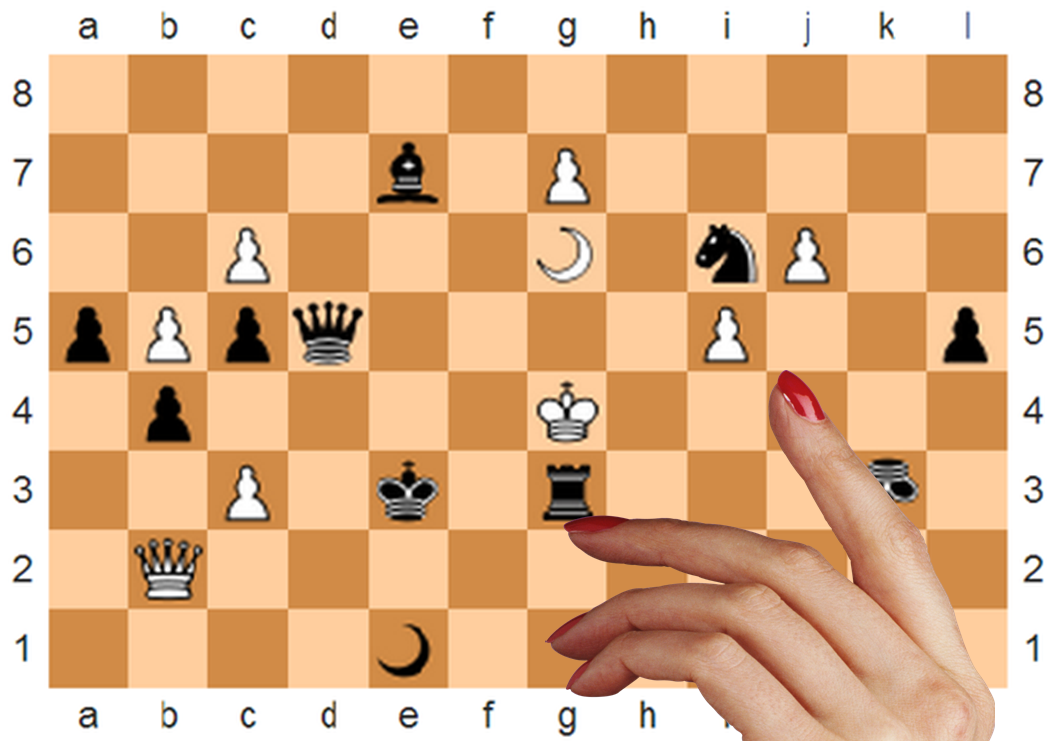
Позиція на шахівниці, зображена на картині [4].

## Картина в філателії[16]
- КНДР, 18 вересня 1988. Серія «Живопис», присвячена виставці «Філацепт 88» (що проходила у Гаазі). На одній із марок зображена картина Лукаса ван Лейдена «Гра в шахи»[17]
- Парагвай, 23 січня 1978. Серія «Шахи в живопису», присвячена Шаховій олімпіаді в Буенос-Айресі. На марці номіналом два гуарані зображено сильно змінений фрагмент картини Лукаса ван Лейдена «Гра в шахи».
- Картина була зображена у 2013 році на поштовому блоці для марки Мозамбіку у серії «Шахи в мистецтві», сама марка містить зображення картини Хуана Ґріса «Шахова дошка»[18].